# San Jose Earthquakes
För NASL-laget med samma namn, se San Jose Earthquakes (NASL).
San Jose Earthquakes är ett nygammalt lag i MLS, som gör en nystart till säsongen 2008, men som spelade i ligan första gången 1996 som ett av originallagen, fram till 2005, då laget tog en paus. Från först säsongen 1996 fram till 1999 hade klubben namnet "San Jose Clash". Laget vann MLS Cup både 2001 och 2003. Laget ersattes 2006 i MLS av nya Houston Dynamo, med förhoppning att Earthquakes senare skulle komma tillbaka till ligan. MLS deklarerade under sommaren 2007 att laget skulle återkomma till spel i ligan med start säsongen 2008. Laget och ägarna har även stora förhoppningar att man kan få en riktig fotbollsarena i San Jose, till säsongen 2010.

## Truppen
| Nr | Land      | Pos | Namn                           |
| -- | --------- | --- | ------------------------------ |
| 1  | USA       | MV  | JT Marcinkowski                |
| 3  | Frankrike | F   | Paul Marie                     |
| 5  | Argentina | MF  | Eric Remedi                    |
| 6  | USA       | MF  | Shea Salinas                   |
| 9  | Mexiko    | MF  | Javier López (lån från Chivas) |
| 10 | Argentina | MF  | Cristian Espinoza              |
| 11 | USA       | A   | Jeremy Ebobisse                |
| 12 | USA       | MV  | Matt Bersano                   |
| 13 | Brasilien | F   | Nathan                         |
| 14 | USA       | MF  | Jackson Yueill (Lagkapten)     |
| 15 | USA       | F   | Tanner Beason                  |
| 16 | USA       | MF  | Jack Skahan                    |
| 17 | Slovakien | MF  | Ján Gregus                     |
| 18 | Ghana     | MF  | George Asomani                 |

| Nr | Land         | Pos | Namn               |
| -- | ------------ | --- | ------------------ |
| 19 | Somalia      | MF  | Siad Haji          |
| 20 | USA          | A   | Will Richmond      |
| 21 | El Salvador  | MF  | Gilbert Fuentes    |
| 22 | USA          | F   | Tommy Thompson     |
| 23 | Sverige      | F   | Oskar Ågren        |
| 25 | Burkina Faso | A   | Ousseni Bouda      |
| 27 | Peru         | F   | Marcos López       |
| 28 | USA          | A   | Benjamin Kikanovic |
| 30 | USA          | MF  | Niko Tsakiris      |
| 35 | Kap Verde    | MF  | Jamiro Monteiro    |
| 44 | USA          | A   | Cade Cowell        |
| 77 | USA          | F   | Casey Walls        |
| 80 | Costa Rica   | F   | Francisco Calvo    |
| 93 | Brasilien    | MF  | Judson             |

### Utlånade spelare
| Nr | Land | Pos | Namn |
| -- | ---- | --- | ---- |